# Frans Viljoen
Pour les articles homonymes, voir Viljoen.

a Compétitions nationales et continentales officielles uniquement.

Dernière mise à jour le 26 septembre 2018.
Francois Jakobus « Frans » Viljoen, né le 22 octobre 1982 à Ficksburg (Afrique du Sud), est un joueur sud-africain de rugby à XV qui évolue au poste de troisième ligne centre ou aile au sein de l'effectif du Lyon OU en France en Pro D2 (1,89 m pour 107 kg).

## Biographie
Après avoir débuté en Currie Cup pour la province du Western Transvaal, il s’engage en 2005 avec les Griquas où est élu meilleur joueur de l’année en 2006.  Parallèlement, il fait partie de l’effectif des Free State Cheetahs, qui joue le Super 14 en 2006.
En novembre 2006, il est recruté par le Stade français CASG comme joker médical pour pallier la grave blessure de son compatriote Shaun Sowerby. Arrivé le 7 novembre 2006 à Paris, il débute le 11 novembre au Stade Jean-Bouin à l'occasion d'un match du Top 14 contre le SU Agen (31-8) et inscrit un essai après 37 minutes. 
Il quitte la France au bout d'une saison pour évoluer aux Free State Cheetahs en Currie Cup et pour les Cheetahs dans le Super 14.
Il s'engage en juillet 2013 avec le Lyon OU en tant que joker médical de Vincent Clement.

## Palmarès
- Champion de France : 2007
- Champion de France de Pro D2 : 2014